# Gerrit-Jan van Otterloo
Gerrit Jan Pieter (Gerrit-Jan) van Otterloo (Den Haag, 4 mei 1949) is een Nederlands voormalig politicus. Hij was 1986 tot 1994 namens de PvdA en van 11 juni 2019 tot 31 maart 2021 namens 50PLUS lid van de Tweede Kamer.

## Biografie
Voordat hij tot de Kamer toetrad was Van Otterloo onder meer bestuurslid en vervolgens voorzitter van het gewest 's-Gravenhage van de Partij van de Arbeid (PvdA) en lid van de partijraad. Van 1986 tot 1994 was Van Otterloo lid van de Tweede Kamer namens de PvdA. In de PvdA-fractie was hij woordvoerder volksgezondheid. Bracht in zijn laatste kamerjaar via een initiatiefwetsvoorstel een wet tot stand waardoor AOW'ers met een laag inkomen werden overgeheveld van een particuliere ziektekostenverzekering naar het ziekenfonds. Zij betaalden feitelijk een te hoge premie in verhouding tot hun inkomen, de wetswijziging herstelde dat. Het wetje kreeg bekendheid als de Wet-Van Otterloo. Ondanks een voor hem gevoerde voorkeursactie in 1994 werd hij tijdens de Tweede Kamerverkiezingen in 1994 niet herkozen.
In 1995 werd Van Otterloo bestuurslid van het College van Toezicht Sociale Verzekeringen. Daaraan kwam een einde door de bestuurlijke problemen bij die instelling.
Op 14 november 2016 werd bekend dat Van Otterloo zich verkiesbaar had gesteld voor de Tweede Kamerverkiezingen van 15 maart 2017 namens 50PLUS. Hij stond op de vijfde plaats van de kandidatenlijst en 50PLUS haalde vier zetels. Op 11 juni 2019 werd hij geïnstalleerd als lid van de Tweede Kamer toen Martin van Rooijen naar de Eerste Kamer ging. Ondanks dat hij door 50PLUS op de concept-kandidatenlijst voor Tweede Kamerverkiezingen 2021 was geplaatst, besloot hij af te zien van nog een termijn.

## Persoonlijk
De broer van Van Otterloo, Gerard van Otterloo (1950-2019), was wethouder in 's-Gravenhage.